# Deutsch Bork
Deutsch Bork ist ein Ortsteil der Gemeinde Linthe im Landkreis Potsdam-Mittelmark in Brandenburg.

## Geografische Lage
Der Ortsteil liegt rund 4,5 km östlich des Gemeindezentrums. Rund 2,8 km nordnordöstlich liegt der weitere Ortsteil Alt Bork. Östlich und südöstlich grenzt das Stadtgebiet von Treuenbrietzen an, südlich liegt Schlalach, ein Ortsteil der Gemeinde Mühlenfließ. Die nördlich der Wohnbebauung liegenden Flächen sind überwiegend bewaldet, alle anderen Flächen werden vorzugsweise landwirtschaftlich genutzt und durch den Deutsch Borker Graben entwässert.

## Geschichte

### 13. bis 16. Jahrhundert
Das Straßenangerdorf erschien erstmals im Landbuch Karls IV. im Jahr 1375 als Bork teutonica, Duschen Borke mit einer Größe von 24 Hufen, von denen der Lehnschulze sechs Hufen bewirtschaftete. Außerdem gab es elf Kossätenhöfe, aber keinen Krug. Das Dorf gehörte vor 1375 bis 1684 der Familie von Oppen. Aus den folgenden Jahrzehnten gibt es bislang keine Überlieferungen; 1481 lag ein Kossätenhof wüst. Die Schreibweise änderte sich dabei von Dowschenborsch im Jahr 1450 zu Dewtzschenborch im Jahr 1540. Zu dieser Zeit lebten im Dorf mittlerweile drei Hausleute. Der Küster erhielt im Jahr 1541 insgesamt 12 Scheffel Roggen und Scheffelkorn, zwei Brote aus jedem Haus und Ostereier. Der Kirche stand eine Fläche von 5 Morgen (Mg) zu.

### 17. und 18. Jahrhundert
Vor dem Dreißigjährigen Krieg lebten im Dorf sieben Hufner, sechs Kossäten, ein Hirte, ein Laufschmied und ein Hirtenknecht. Die Gemarkung war nach wie vor 24 Hufen groß. Im Jahr 1652 wurde nur noch von einem Hufner (dem Schulzen) und vier Kossätenhöfen berichtet. Das Dorf muss im Krieg demnach schwer verwüstet worden sein. Aus den Jahren 1682/1683 wurde von 24 Sandhufen, d. h. wenig ertragreichen Flächen berichtet. Zwei lagen davon wüst, ebenso 1 1⁄2 der sieben Kossätenhöfe. Im Folgejahr übernahm das Amt Saarmund das Dorf. Dort lebten im Jahr 1745 insgesamt acht Bauern und sechs Kossäten. Im Jahr 1757 waren es drei Bauern (darunter der Lehnschulze), fünf Halbbauern, sechs Kossäten, ein Halbkossät, fünf Büdner, drei Vierhufner, fünf Zweihufner sowie zwei Kossäten mit je einer Hufe. Außerdem gab es ein Paar Hausleute sowie zwei einzelne Einlieger. Im Jahr 1772 waren es der Dorfschulze, sieben Bauern und zehn Kossäten. Zum Ende des 18. Jahrhunderts sollte ein Grenzgraben zwischen den Hütungsrevieren der Gemeinden Deutsch Bork, Neuendorf und Schlalach gezogen werden. Die Bürgerschaft ging gegen diese Maßnahme gerichtlich vor. Zuvor war es zu zahlreichen Separationen mit benachbarten Gemeinden und der Stadt Treuenbrietzen gekommen.

### 19. Jahrhundert
Im Jahr 1801 lebten im Dorf der Lehnschulze, sieben Ganzbauern, sechs Ganzkossäten, sieben Büdner und zwei Einlieger. Mittlerweile gab es einen eigenen Krug. Die Bewohner schlugen 500 Mg Holz und betrieben auf 24 Bauernhufen insgesamt 29 Feuerstellen (=Haushalte). Sie errichteten im Jahr 1807 eine Dorfkirche, die einen Vorgängerbau aus dem 17. Jahrhundert einbezog. Im Jahr 1826 übernahm das Amt Potsdam das Dorf „mit aller Gerechtigkeit“ und verwaltete es bis 1872. In dieser Zeit erwarb der Büdner Martin Bolze Anfang des 19. Jahrhunderts das alte Schulhaus. Außerdem gab es im Jahr 1837 im Dorf insgesamt 26 Wohnhäuser; 1858 waren es vier öffentliche, 33 Wohn- und 75 Wirtschaftsgebäude. Deutsch Bork war 2525 Mg groß: 33 Mg Gehöfte, 24 Mg Gartenland, 1072 Mg Acker, 511 Mg Wiese, 665 Mg Weide und 220 Mg Wald.

### 20. und 21. Jahrhundert
Zur Jahrhundertwende war Deutsch Bork auf 42 Häuser angewachsen und 764 Hektar (ha) groß. Die Fläche stieg nur unwesentlich auf 765 ha im Jahr 1931, während die Anzahl der Wohnhäuser auf 38 mit 47 Haushaltungen zurückgegangen war. Im Jahr 1939 gab es zehn land- und forstwirtschaftliche Betriebe, die zwischen 20 und 100 ha bewirtschafteten, 17 zwischen 10 und 20 ha, fünf zwischen 5 und 10 ha sowie 4 zwischen 0,5 und 5 ha.
Nach dem Zweiten Weltkrieg gründete sich im Jahr 1959 eine LPG vom Typ I mit zunächst 12 Mitgliedern und 104 ha landwirtschaftlicher Nutzfläche. Sie wuchs bis zum Jahr 1960 auf 75 Mitglieder und 397 ha Fläche an und ging 1970 in eine LPG Typ III über.
Am 1. Juli 2002 wurde Deutsch Bork nach Linthe eingemeindet.

## Bevölkerungsentwicklung
| Jahr      | 1772 | 1801 | 1817 | 1837 | 1858 | 1871 | 1885 | 1895 | 1905 | 1925 | 1939 | 1946 | 1964 | 1971 |
| Einwohner | 129  | 170  | 163  | 182  | 202  | 194  | 206  | 210  | 194  | 201  | 204  | 228  | 148  | 147  |

## Kultur und Sehenswürdigkeiten

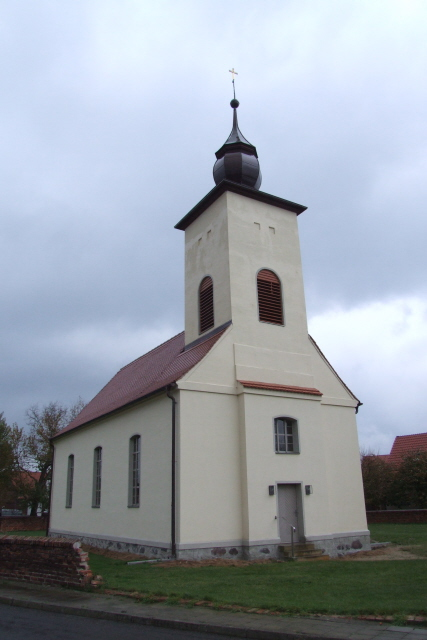
Dorfkirche Deutsch Bork

- Die Dorfkirche Deutsch Bork ist eine schlichte Saalkirche aus dem Jahr 1807, die einen Vorgängerbau aus dem 17. Jahrhundert einbezog. Im Innenraum hängt unter anderem ein Kreuzigungsgemälde aus der Zeit um 1700, das zuvor in einem Kanzelaltar verbaut war.